# ورزشگاه تختی مشهد
ورزشگاه تختی مشهد که در ابتدا با نام ورزشگاه زیبنده و سپس استادیوم سعدآباد، نامیده می‌شد، ورزشگاهی چند منظوره در شهر مشهد در کشور ایران است. این ورزشگاه در سال ۱۳۳۰ خورشیدی افتتاح گردید و در حال حاضر ظرفیت تماشاگران این ورزشگاه حدود ۱۵۰۰۰ نفر است. ورزشگاه تختی مشهد در گذشته و طی سال‌های ۱۳۴۹ تا ۱۳۸۳ و تا پیش از افتتاح ورزشگاه ثامن‌الائمه، زمین خانگی باشگاه فوتبال ابومسلم خراسان بود و دیدارهای این تیم و دیدارهای باشگاه فوتبال پیام مشهد در این ورزشگاه برگزار می‌شد. این ورزشگاه از سال ۱۳۸۳ ورزشگاه خانگی تیم فوتبال سیاه‌جامگان خراسان است.
ورزشگاه تختی مشهد دارای دو زمین فوتبال است. زمین اصلی آن دارای چمن طبیعی با جایگاه مخصوص و جایگاه پیش‌کسوت‌ها و سکوی تماشاچیان و پیست دوومیدانی همراه با رختکن بازیکنان، داوران فوتبال و دوومیدانی است.
زمین دیگر این مجموعه، دارای چمن مصنوعی است که برای انجام تمرینات و مسابقات تیم‌های نوجوانان و جوانان محلات و باشگاه‌های مشهد استفاده می‌شود.
این ورزشگاه علاوه‌بر زمین‌های یاد شده دارای سالن‌های شمشیربازی، کاراته، کشتی، والیبال نشسته، استخر روباز و استخر سرپوشیده شنا و شیرجه (شامل سه تخته ترکیبی شیرجه ۳، ۱۵ و ۲۷ متری و یک تخته شیرجه ۴ متری) است. علاوه بر آن‌ها دفاتر هیئت‌های مختلف ورزشی استان خراسان رضوی و مشهد در این مجموعه قرار دارند. دفاتر هیئت فوتبال، هیئت دوومیدانی، کوهنوردی، ناشنوایان، شنا و شیرجه از جمله این دفاتر هستند.